# Jutta Ditfurth
Jutta Gerta Armgard von Ditfurth, més conegua com a Jutta Ditfurth (Würzburg, Baviera, Alemanya, 29 de setembre de 1951) és una sociòloga, periodista, escriptora i política ecologista radical alemanya.

## Orígens
Nascuda a la noble Casa de Ditfurth, els membres de la qual havien estat nobles ministerials investits amb títols i càrrecs administratius hereditaris en diverses regions de les actuals Saxònia-Anhalt i Baixa Saxònia i en altres parts del Sacre Imperi Romanogermànic, és filla del metge i científic alemany Hoimar von Ditfurth i germana de l'historiador Christian von Ditfurth. El 1978 va intentar canviar el seu nom legalment per eliminar la partícula nobiliària "von" i convertir-se senzillament en Jutta Ditfurth, però les autoritats li van negar el canvi. No obstant això, és coneguda a tota Alemanya pel seu nom "no noble" triat per ella.

## Trajectòria
Ditfurth va estudiar història de l'art, sociologia, ciències polítiques, història econòmica i filosofia a Alemanya, Escòcia i els Estats Units, a les universitats de Heidelberg, Hamburg, Freiburg, Glasgow, Detroit i Bielefeld. Es va graduar com a sociòloga el 1977. I des d'aleshores, ha treballat com a sociòloga, periodista, escriptora i política.

## Política
Ha estat políticament activa dins de la Nova Esquerra des de principis de la dècada de 1970, unint-se a grups internacionalistes i feministes, a més de participar en el naixent moviment verd i antinuclear. El 1980, es va convertir en membre del recent fundat Partit Verd Alemany i des del 1984 fins al 1988 va ser una dels tres líders del partit. Al desembre de 1988, la convenció nacional "Bundesdelegiertenkonferenz" del partit va votar, amb 214 vots a favor i 186 en contra, la fi del lideratge de Ditfurth. Cap a finals de la dècada de 1980, es va tornar molt crítica amb la trajectòria posterior del Partit Verd alemany, al qual va descriure com a contrarevolucionari, jeràrquic i nepotista. Va abandonar els Verds el 1991.
Ditfurth va ser candidata en una llista internacional del partit grec d'esquerres Nova Corrent d'Esquerra durant les eleccions europees del 1999, des del qual va realitzar una campanya molt crítica amb la participació militar d'Alemanya i de l'OTAN a la guerra de Kosovo, però no en va obtenir suficients vots per aconseguir un escó al Parlament Europeu. El 2000 va cofundar el partit alemany "Esquerra Ecològica" del qual segueix sent membre i amb la candidatura del qual va guanyar un escó al parlament de la ciutat de Frankfurt el 2001 i el 2011. El 2007, va publicar una biografia d'Ulrike Meinhof, membre de la Fracció de l'Exèrcit Roig.